# Janusz Plutecki
Janusz Plutecki (ur. 1937) – polski inżynier mechanik energetyki. Absolwent z 1959 Politechniki Wrocławskiej. Od 1994 profesor na Wydziale Mechanicznym, a następnie (2001) na Wydziale Mechaniczno-Energetycznym Politechniki Wrocławskiej.